# Aeroppia insularis
Aeroppia insularis är en kvalsterart som beskrevs av Higgins 1966. Aeroppia insularis ingår i släktet Aeroppia och familjen Oppiidae. Inga underarter finns listade i Catalogue of Life.